# Orthohantavirus
Orthohantavirus, anterior denumit Hantavirus, este un gen de virusuri ARN sferice sau ovoide, de aproximativ 95-110 nm, acoperite cu lipide. Mai multe dintre specii provoacă zoonoze prin vectori în principal din rândul rozătoarelor, precum șoareci, șobolani și arvicoline. Oamenii sunt infectați prin contactul direct cu animale și resturi de animale, precum urina și fecalele, dar în unele cazuri și prin vectori precum insecte.

## Taxonomie
Conform auditului taxonomic din 2018, hantavirusurile sunt incluse în familia Hantaviridae din ordinul Bunyavirales. La rândul său, familia este formată din patru genuri, dintre care Orthohantavirus este cel mai mare cu 35 de specii. Se așteaptă ca numărul speciilor să crească odată cu descoperirea de noi virusuri, iar taxonomia poate fi ajustată în continuare.

## Boli
Se cunosc aproximativ zece specii de hantavirus care pot provoca boli la om. Speciile de hantavirus sunt considerate în principal ca fiind specifice gazdei, adică se găsesc în mod normal doar la o specie de animal gazdă. Animalele infectate nu par să aibă simptome grave, dar numai atunci când agentul infecțios este transferat la o altă specie de animal sau la om, indivizii se îmbolnăvesc.
Bolile la om sunt împărțite clinic în două grupuri, în funcție de organele care sunt afectate în principal:
- febră hemoragică cu sindrom renal (FHSR), care afectează rinichii și care provoacă sângerări interne la nivelul pielii și mucoaselor
- sindrom pulmonar cauzat de Hantavirus (SPH), care provoacă leziuni pulmonare severe urmate de șoc și cu mortalitate de până la 35 până la 50%.

Bolile FHSR apar în principal în Eurasia, timp ce bolile SPH sunt răspândite în toată America, din Canada până în Argentina.

## Perioadă de incubație
Perioada de incubație pentru FHSR este de obicei de 2-4 săptămâni, dar uneori poate dura doar câteva zile sau chiar până la 2 luni. Perioada de incubație pentru HPS nu este complet cunoscută, dar se estimează că se încadrează într-un interval de timp similar.